# Eriobotrya seguinii
Eriobotrya seguinii là loài thực vật có hoa trong họ Hoa hồng. Loài này được (H. Lév.) Cardot ex Guillaumin mô tả khoa học đầu tiên năm 1924.